# Z-Boson
Das Z-Boson (Formelzeichen {\displaystyle Z^{0}}) ist ein Eichboson und damit ein Elementarteilchen. Es vermittelt ebenso wie das mit ihm verwandte W-Boson die schwache Wechselwirkung. Während das W-Boson elektrisch geladen ist, ist das Z-Boson neutral. Es ist sein eigenes Antiteilchen.
Ähnlich wie das Photon, aber anders als die W-Bosonen, vermittelt das Z-Boson eine Wechselwirkung zwischen Teilchen, ohne dabei deren Art (genauer: Flavour) zu ändern. Während das Photon nur Kräfte zwischen elektrisch geladenen Teilchen vermittelt, wechselwirkt das Z-Boson auch mit den ungeladenen Neutrinos.

## Entdeckungsgeschichte
Das Z-Boson ist verantwortlich für die neutralen Ströme. Diese wurden im Rahmen der Vereinheitlichten Theorie der elektroschwachen Wechselwirkung in den 1960er Jahren von Sheldon Glashow, Abdus Salam und Steven Weinberg vorausgesagt (die 1979 für diese Theorie den Nobelpreis für Physik erhielten)
und kurz darauf mit dem Gargamelle-Experiment am CERN bei der elastischen Neutrino-Streuung an Elektronen beobachtet.
Der direkte Nachweis des Z-Bosons gelang erst 1983, als nach einem Umbau des Super Proton Synchrotrons zu einem Protonen-Antiprotonen-Collider eine ausreichende Schwerpunktsenergie zur Verfügung stand.
Zum Nachweis der W- und Z-Bosonen wurden dazu die Detektoren UA1 und UA2 errichtet. Carlo Rubbia und Simon van der Meer erhielten dafür 1984 den Nobelpreis.

## Beispielreaktion
Eine Reaktion, bei der das Z-Boson eine wichtige Rolle spielt, ist beispielsweise folgende Nachweisreaktion für solare Neutrinos, die nicht vom Neutrinotyp abhängt:
{\displaystyle {}_{1}^{2}{\mbox{D}}+\nu \;{\overset {{\mbox{Z}}^{0}}{\longrightarrow }}\;{\mbox{n}}+{\mbox{p}}+\nu }
Das Z-Boson überträgt dabei so viel Bewegungsenergie des einfallenden Neutrinos {\displaystyle \nu } auf einen Atomkern von Deuterium {\displaystyle {}_{1}^{2}{\mbox{D}}}, dass die Bindungsenergie des Kerns überwunden werden kann und er in ein Proton {\displaystyle {\mbox{p}}} und ein Neutron {\displaystyle {\mbox{n}}} zerfällt. Speziell diese Reaktion wird im Sudbury Neutrino Observatorium zum Nachweis solarer Neutrinos genutzt. Dabei befindet sich in einem großen Tank schweres Wasser, in dem viele Deuteriumkerne enthalten sind.
Andere Beispielreaktionen des Z-Bosons sind zu finden unter elektroschwache Wechselwirkung.

## Zerfallskanäle
Das Z-Boson zerfällt mit ca. 70 % bevorzugt in Hadronen, des Weiteren mit etwa 10 % in Paare geladener Leptonen (zu gleichen Teilen in e+e−, μ+μ− bzw. τ+τ−) und mit etwa 20 % in Teilchen, die in den Teilchendetektoren von Collider-Experimenten nicht detektiert werden können. Da davon ausgegangen wird, dass diese nicht nachweisbaren Teilchen die leichten Neutrinos sind, erlaubt die genaue Messung der totalen und partiellen Zerfallsbreiten des Z-Bosons auch die Bestimmung der Anzahl der Generationen der Neutrinos. Die Auswertung aktueller Experimente liefert hierbei einen Wert von 2,92 ± 0,05, der gut mit den drei bisher bekannten Neutrinogenerationen übereinstimmt.
Der Physiker Steven Weinberg nannte die zusätzlichen Teilchen Z-Teilchen; Boson ist ein Sammelbegriff für Teilchen mit ganzzahligem Spin, benannt nach dem indischen Physiker Satyendranath Bose.